# Spencer Chamberlain
Spencer Chamberlain (nascido em 4 de janeiro de 1983) é um músico americano, atualmente sendo o vocalista principal da banda de rock Underoath. Antes de liderar o Underoath, Chamberlain foi o vocalista da banda This Runs Through.

## Biografia
Chamberlain nasceu em Chapel Hill, Carolina do Norte, e foi criado em Greensboro, também na Carolina do Norte, com sua mãe e seu irmão mais velho, Phil (também músico, baterista das bandas Sullivan e To Speak of Wolves). Quando criança, a família de Chamberlain tinha boas condições financeiras, podendo pagar sua educação na Greensboro Day School. Seus pais se divorciaram quando ele ainda estava no ensino fundamental. Durante sua juventude, Chamberlain enfrentou problemas com o uso de substâncias. Em uma entrevista, ele declarou: "Você sabe como algumas pessoas têm uma boa família ou uma namorada que está sempre lá por elas e nunca falha? As drogas eram isso para mim. Esse era o meu ponto fraco." Ele teve, em especial, sérios problemas com dependência de cocaína. Posteriormente, frequentou a Page High School. Pouco depois de se formar no ensino médio, mudou-se para o estado da Flórida. Continuou lutando contra seus vícios até que seu meio-irmão, um pastor, o apresentou ao Cristianismo. Embora não tenha crescido em um lar cristão e tenha evitado a religião durante a maior parte da infância, Chamberlain afirma que a fé, junto com a música, foi uma das coisas que o ajudaram a se recuperar.
No entanto, em uma entrevista de 2018, Chamberlain afirmou: "Não estou dizendo que a religião é errada para todo mundo, mas para mim foi. Ela arruinou minha vida, me transformou em um dependente químico e as pessoas foram horríveis comigo o tempo todo. Nunca me senti tão sozinho na vida quanto quando era cristão."

## Carreira

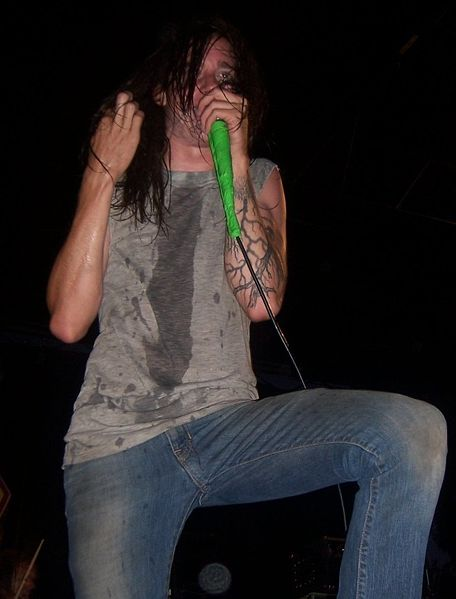
Chamberlain na Warped Tour de 2006

Antes de ingressar no Underoath, Chamberlain participou de bandas sediadas em Greensboro, Carolina do Norte, chamadas NINE DOWN e This Runs Through. Com esta última, lançaram um EP com cinco faixas intitulado Until Forever Finds Me.
No final de 2003, o então vocalista do Underoath, Dallas Taylor (atualmente vocalista da banda Maylene and the Sons of Disaster), deixou o grupo. Mais tarde, em outubro do mesmo ano, durante o CMJ Fest, Chamberlain subiu ao palco como o novo vocalista principal. Nos primeiros meses de 2004, a banda gravou seu primeiro álbum com Chamberlain nos vocais e o segundo lançado pela gravadora Solid State Records.
Chamberlain lançou seis álbuns com o Underoath: They're Only Chasing Safety (2004), Define the Great Line (2006), Lost in the Sound of Separation (2008), Ø (2010), Erase Me (2018) e Voyeurist (2022). Quando Define the Great Line foi lançado em 20 de junho de 2006, vendeu 98.004 cópias em sua primeira semana e estreou na posição número 2 da parada Billboard 200. Após o álbum They're Only Chasing Safety, Chamberlain começou a trabalhar com a treinadora vocal Melissa Cross para adicionar técnicas de "screaming" mais profundas ao seu estilo vocal. Chamberlain comentou que seus vocais em Define the Great Line soam menos como imitações do estilo de Dallas Taylor e mais parecidos com os vocais que utilizava em sua antiga banda, This Runs Through. Sua evolução vocal se deu com a ajuda de Melissa Cross, que treinou e refinou seu estilo de "growl". A revista Alternative Press observou que "seu rugido [é] mais carnal e gutural, [e] seus agudos mais melódicos do que chorosos. Agora, quando Chamberlain relata aquelas coisas que corroem sua consciência e sua alma, ele possui um tipo de lamento multifacetado capaz de transmitir esse desespero." O artigo também comenta sua composição musical, afirmando que ela "olha para dentro, confrontando cada canto obscuro de seu ser, muitas vezes emergindo do confronto furioso e desorientado, mas esperançoso."

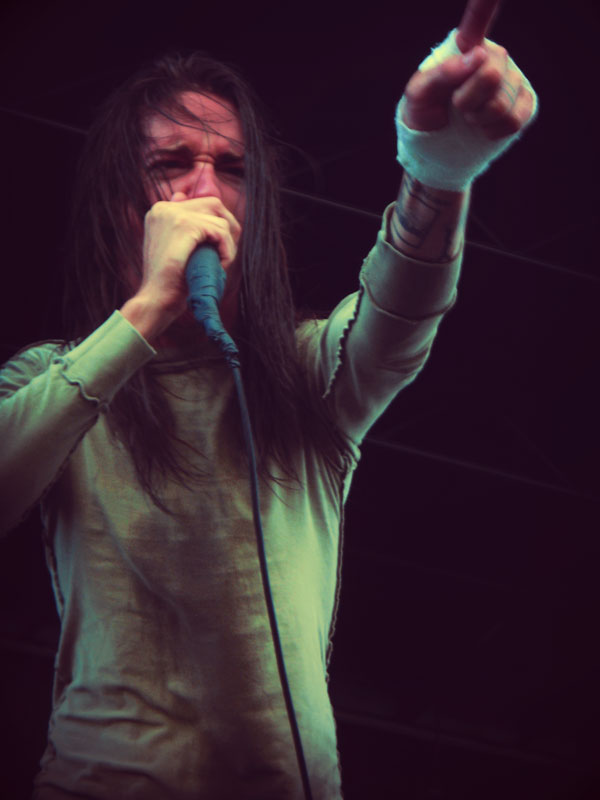
Chamberlain se apresentando no Mayhem Festival de 2008

Em 2010, Chamberlain fez uma participação especial na faixa Quercus Alba da banda To Speak of Wolves. A música está presente no álbum de estreia do grupo, Myself < Letting Go. O irmão de Chamberlain, Phil, é o baterista da banda.
Em 2013, o Underoath realizou sua última turnê antes de se separar, embora Chamberlain tenha dado a entender que continuaria com novos projetos musicais. Mais tarde naquele mesmo ano, ele anunciou sua nova banda, Sleepwave, junto com o lançamento do single de estreia, "Rock and Roll is Dead and So Am I". Em julho de 2014, foi anunciado que o álbum de estreia da banda, Broken Compass, seria lançado em 16 de setembro de 2014 pela Epitaph Records, incluindo o single Through the Looking Glass.
Em 2016, o Underoath se reuniu para uma série de shows intitulada Rebirth, apresentando os álbuns They're Only Chasing Safety e Define the Great Line na íntegra. Desde então, fizeram turnês ao lado da banda Bring Me the Horizon.
Em 22 de fevereiro de 2018, o Underoath anunciou seu oitavo álbum de estúdio, Erase Me, com lançamento previsto para 6 de abril de 2018. Foi o primeiro álbum da banda em 8 anos e o primeiro em 10 anos com o baterista fundador Aaron Gillespie. O primeiro single lançado foi "On My Teeth".

## Discografia

### Com Nine Down e This Runs Through
- Until Forever Finds Me (EP) (2003)

### Com Underoath
- They're Only Chasing Safety (2004)
- Define the Great Line (2006)
- Lost in the Sound of Separation (2008)
- Ø (2010)
- Erase Me (2018)
- Voyeurist (2022)
- The Place After This One (2025)

### Com Sleepwave
- Broken Compass (2014)

### Com SLO/TIDE
- Neck High - Single (2021)

## Bandas

### Atuais
- Underoath (2003–2013; 2015–presente)
- Sleepwave (2013–2016)
- SLO/TIDE (2021–presente)

### Anteriores
- Nine Down e This Runs Through (2000–2003)

### Turnê
- Taking Back Sunday (2013)